# تتس
تتس (به آلمانی: Tetz) یک منطقهٔ مسکونی در آلمان است که در لینیش واقع شده‌است. تتس ۱٬۴۴۴ نفر جمعیت دارد.